# 敬新磨
敬新磨（?—?），五代十国人物，后唐的宫廷艺人，一作镜新磨。
敬新磨以伶人事奉唐庄宗，在伶人中最善笑谑，多次引唐庄宗大悦，赏赐甚厚。庄宗在中牟行猎，践踏民田庄稼，中牟县令挡马劝谏；庄宗大怒，想要杀县令。敬新磨假意责备县令不应让百姓种庄稼，使皇帝不能任意驰骋行猎。唐庄宗被笑语解劝，知错误在己，免县令之罪。敬新磨所为多属此类。
庄宗与优伶戏中庭闹，四顾大呼：“李天下，李天下何在？”敬新磨上前，用手打庄宗脸。庄宗失色，左右都非常害怕。优伶们大骇，诘问敬新磨：“你为什么打天子的脸？”敬新磨说：“李天下者，一人而已，復誰呼邪！”于是左右都笑了，庄宗大喜，赏赐甚厚。
敬新磨在殿中奏事，殿中有恶犬，一犬追逐他，敬新磨倚柱大叫：“陛下不要放纵兒女咬人！”庄宗是沙陀人，沙陀忌讳狗，敬新磨以此讥讽。庄宗大怒，弯弓将射敬新磨。敬新磨急呼：“陛下不要杀臣！臣与陛下为一体，杀之不祥！”庄宗大惊，问为什么；敬新磨回答：“陛下开国，改元同光，天下都说陛下是同光帝。同，就是铜。若杀敬新磨（镜新磨），则同无光矣。”庄宗大笑，放了敬新磨。